# Kinh trập
Kinh trập (phồn thể: 驚蟄; giản thể: 惊蛰; bính âm: ‘‘jīngzhé’’) là một trong 24 tiết khí của các lịch Trung Quốc, Việt Nam, Nhật Bản, Triều Tiên. Ngày bắt đầu tiết Kinh trập thường diễn ra vào khoảng ngày 5 hay 6 tháng 3 dương lịch, khi Mặt Trời ở xích kinh 345° (kinh độ Mặt Trời bằng 345°). Đây là một khái niệm trong công tác lập lịch của các nước Đông Á chịu ảnh hưởng của nền văn hóa Trung Quốc cổ đại. Ý nghĩa của tiết khí này, đối với vùng Trung Hoa cổ đại, là Sâu nở.
Theo quy ước, tiết kinh trập là khoảng thời gian bắt đầu từ khoảng ngày 5 hay 6 tháng 3 và kết thúc vào khoảng ngày 20 hay 21 tháng 3 trong lịch Gregory theo các múi giờ Đông Á khi tiết xuân phân bắt đầu. Tiết kinh trập ở Nam bán cầu bắt đầu vào 7 hoặc 8 tháng 9.
Lịch Trung Quốc, cũng như lịch ở các nước Đông Á cổ đại bao gồm Việt Nam, bị nhiều người lầm là âm lịch thuần túy, dẫn đến ngộ nhận về việc tiết khí nói chung và kinh trập nói riêng được tính theo chu kỳ của Mặt Trăng quay xung quanh Trái Đất. Trên thực tế lịch Trung Quốc cổ đại là một loại âm dương lịch, trong đó tiết khí, từ thời Hán Vũ Đế, đã được tính theo vị trí của Trái Đất trong chu kỳ chuyển động trên quỹ đạo xung quanh Mặt Trời. Theo cách tính hiện đại, với điểm xuân phân là gốc có kinh độ Mặt Trời bằng 0°, thì điểm diễn ra hay bắt đầu tiết kinh trập ứng với kinh độ Mặt Trời bằng 345°. Ngày kinh trập do vậy được tính theo cách tính của dương lịch hiện đại và nó thông thường rơi vào ngày 5 hay 6 tháng 3 dương lịch tùy theo từng năm. Tiết khí đứng ngay trước kinh trập là vũ thủy và tiết khí kế tiếp sau là xuân phân.

## Từ nguyên
Chữ Hán: 驚蟄/惊蛰.